# Tour der walisischen Rugby-Union-Nationalmannschaft nach Neuseeland 1988
| Tour der Waliser nach Neuseeland 1988 | Tour der Waliser nach Neuseeland 1988 | Tour der Waliser nach Neuseeland 1988 | Tour der Waliser nach Neuseeland 1988 | Tour der Waliser nach Neuseeland 1988 |
| Übersicht                             | S                                     | G                                     | U                                     | N                                     |
| ------------------------------------- | ------------------------------------- | ------------------------------------- | ------------------------------------- | ------------------------------------- |
| Test Matches                          | 2                                     | 0                                     | 0                                     | 2                                     |
| Sonstige Spiele                       | 6                                     | 2                                     | 1                                     | 3                                     |
| Gesamt                                | 8                                     | 2                                     | 1                                     | 5                                     |
|                                       |                                       |                                       |                                       |                                       |
| Neuseeland                            | 2                                     | 0                                     | 0                                     | 2                                     |

Die Tour der walisischen Rugby-Union-Nationalmannschaft nach Neuseeland 1988 umfasste eine Reihe von Freundschaftsspielen der walisischen Rugby-Union-Nationalmannschaft. Sie reiste von Mitte Mai bis Mitte Juni 1988 durch Neuseeland und bestritt während dieser Zeit acht Spiele. Darunter waren zwei Test Matches gegen die neuseeländische Nationalmannschaft, die beide verloren gingen. Hinzu kamen sechs Spiele gegen regionale Auswahlteams, bei denen zwei Siege, ein Unentschieden und drei Niederlagen resultierten.

## Spielplan
- Hintergrundfarbe grün = Sieg
- Hintergrundfarbe gelb = Unentschieden
- Hintergrundfarbe rot = Niederlage

(Test Matches sind grau unterlegt; Ergebnisse aus der Sicht von Wales)
| # | Datum         | Gegner                          | Ort          | Stadion        | Ergebnis |
| - | ------------- | ------------------------------- | ------------ | -------------- | -------- |
| 1 | 18. Mai 1988  | Waikato Rugby Union             | Hamilton     | Rugby Park     | 19:28    |
| 2 | 21. Mai 1988  | Wellington Rugby Football Union | Wellington   | Athletic Park  | 22:38    |
| 3 | 24. Mai 1988  | Otago Rugby Football Union      | Dunedin      | Carisbrook     | 15:13    |
| 4 | 28. Mai 1988  | Neuseeland                      | Christchurch | Lancaster Park | 3:52     |
| 5 | 01. Juni 1988 | Hawke’s Bay Rugby Union         | Napier       | McLean Park    | 45:18    |
| 6 | 04. Juni 1988 | Taranaki Rugby Football Union   | New Plymouth | Rugby Park     | 13:13    |
| 7 | 07. Juni 1988 | North Auckland Rugby Union      | Whangārei    | Okara Park     | 9:27     |
| 8 | 11. Juni 1988 | Neuseeland                      | Auckland     | Eden Park      | 9:54     |

## Test Matches
| 28. Mai 1988 | Neuseeland                                                          | 52 : 3         | Wales             | Lancaster Park, Christchurch Zuschauer: 35.000 Schiedsrichter: Guy Maurette (Frankreich) |
| 28. Mai 1988 | Versuche: Deans Gallagher Kirwan (4) Shelford G. Whetton Wright (2) | (24:0) Bericht | Straftritte: Ring | Lancaster Park, Christchurch Zuschauer: 35.000 Schiedsrichter: Guy Maurette (Frankreich) |

Aufstellungen:
- Neuseeland: Bruce Deans, Sean Fitzpatrick, Grant Fox, John Gallagher, Michael Jones, John Kirwan, Richard Loe, Steve McDowall, Murray Pierce, Wayne Shelford , Joe Stanley, Warwick Taylor, Alan Whetton, Gary Whetton, Terry Wright
- Wales: David Bryant, Tony Clement, Jonathan Davies, John Devereux, Ieuan Evans, Robert Jones, Staff Jones, Phil May, Paul Moriarty, Bob Norster , Kevin Phillips, Rowland Phillips, Mark Ring, Glen Webbe, Dai Young 
 Auswechselspieler: Tim Fauvel, Mike Hall

| 11. Juni 1988 | Neuseeland                                                                                              | 54 : 9         | Wales                                                  | Eden Park, Auckland Zuschauer: 45.000 Schiedsrichter: Guy Maurette (Frankreich) |
| 11. Juni 1988 | Versuche: Deans M. Jones Kirwan (2) McDowall Taylor Wright (2) Erhöhungen: Fox (8) Straftritte: Fox (2) | (21:3) Bericht | Versuche: J. Davies Erhöhungen: Ring Straftritte: Ring | Eden Park, Auckland Zuschauer: 45.000 Schiedsrichter: Guy Maurette (Frankreich) |

Aufstellungen:
- Neuseeland: Bruce Deans, Sean Fitzpatrick, Grant Fox, John Gallagher, Michael Jones, John Kirwan, Richard Loe, Steve McDowall, Murray Pierce, Wayne Shelford , Joe Stanley, Warwick Taylor, Gary Whetton, Alan Whetton, Terry Wright
- Wales: David Bryant, Jonathan Davies , Nigel Davies, John Devereux, Ieuan Evans, Jonathan Griffiths, Mike Hall, Gary Jones, Staff Jones, Phil May, Kevin Moseley, Rowland Phillips, Mark Ring, Ian Watkins, Dai Young 
 Auswechselspieler: Mark Jones, Jonathan Mason